# Menabe

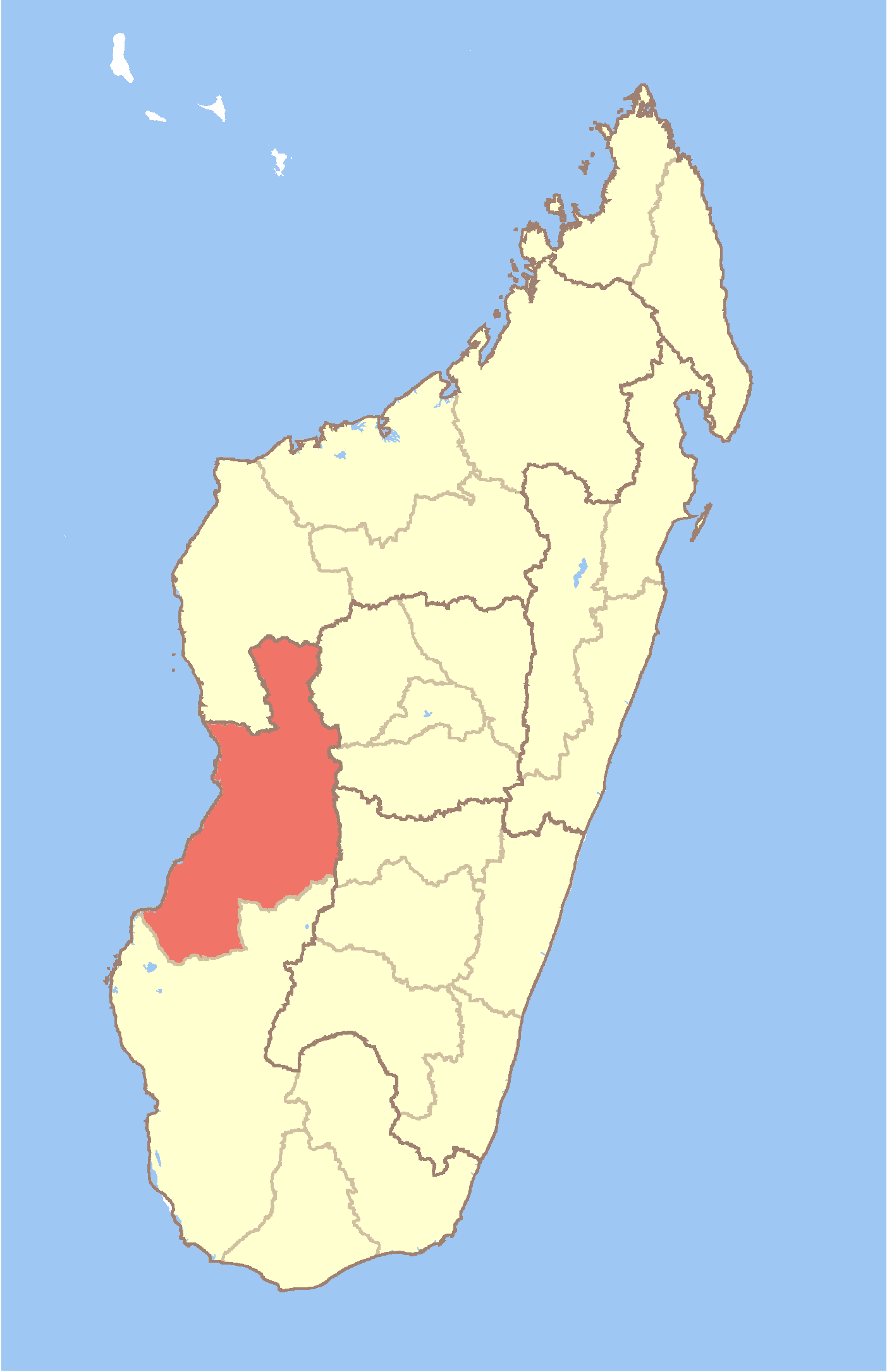
Menabe

Le Menabe est l'une des vingt-trois régions de Madagascar. Elle est située dans la province de Toliara, dans le sud-ouest de l'île.

## Géographie
Sa capitale est Morondava.
La population de la région est estimée à environ 390 800 habitants, en 2004, sur une superficie de 46 121 km2.

## Administration
La région est divisée en cinq districts :
- district de Belo-sur-Tsiribihina ;
- district de Mahabo ;
- district de Manja ;
- district de Miandrivazo ;
- district de Morondava.